# Amphoe Tha Pla

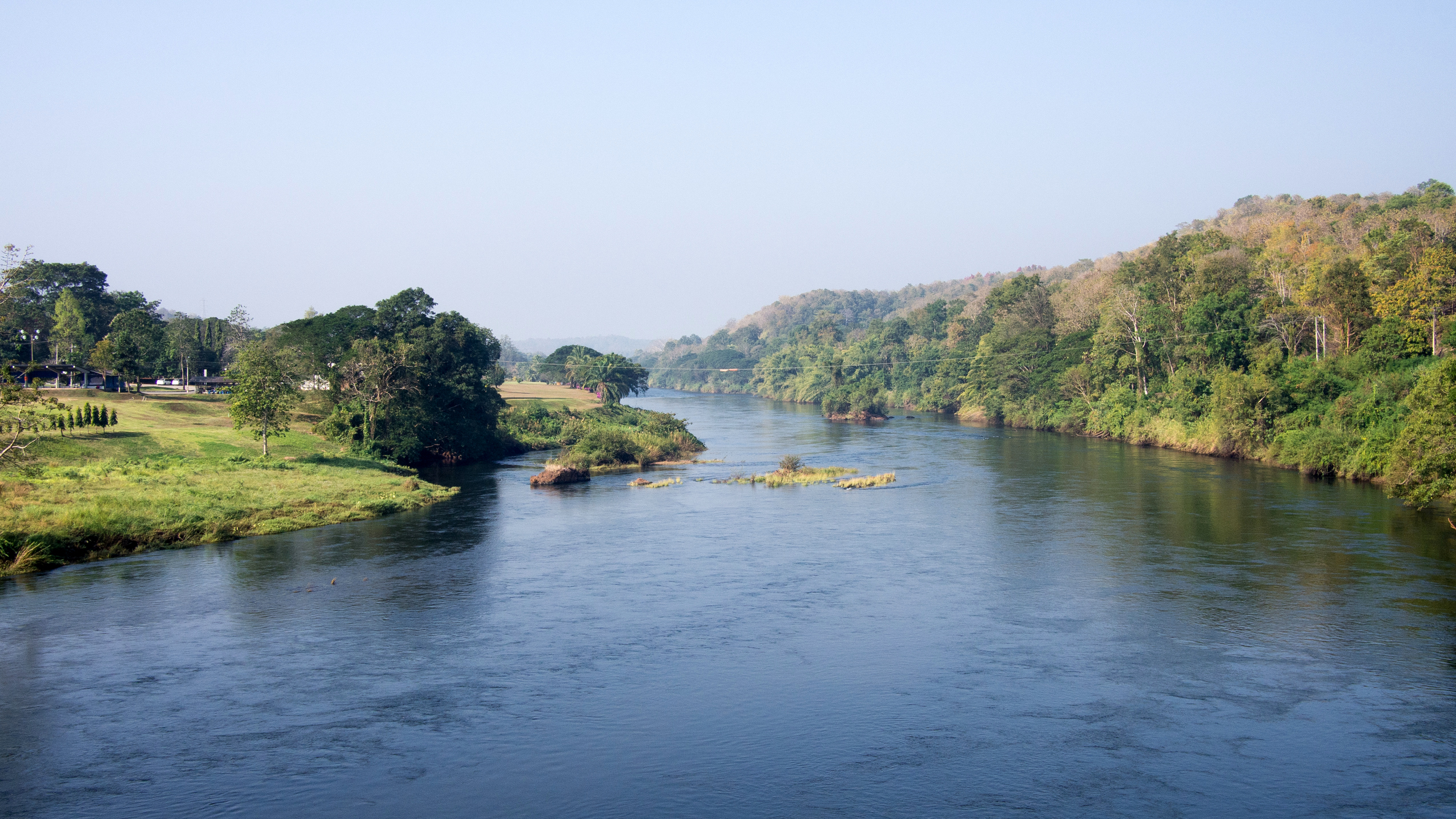
Der Nan-Fluss im Landkreis Tha Pla

Amphoe Tha Pla (Thai อำเภอ ท่าปลา, Aussprache: ʔāmpʰɤ̄ː tʰâː plāː) ist ein Landkreis (Amphoe – Verwaltungs-Distrikt) der Provinz Uttaradit. Die Provinz Uttaradit liegt in der Nordregion von Thailand.

## Geographie
Benachbarte Landkreise (von Osten im Uhrzeigersinn): die Amphoe Nam Pat, Thong Saen Khan und Mueang Uttaradit der Provinz Uttaradit sowie die Amphoe Den Chai, Sung Men und Mueang Phrae in der Provinz Phrae.
Der wichtigste Fluss des Landkreises ist der Mae Nam Nan (Nan-Fluss), der mit dem Königin-Sirikit-Staudamm einen 250 km² großen künstlichen See aufstaut. 
Der Maenam Pat (Pat-Fluss) mündet kurz hinter dem Königin-Sirikit-Staudamm in den Maenam Nan.

## Wirtschaft
Im Landkreis Tha Pla werden unter anderem Cashew-Nüsse hergestellt. Die in der Sonne getrockneten und in mit Solar-Energie gespeisten Öfen gerösteten Nüsse sind ein Fünf-Sterne-OTOP-Produkt.

## Geschichte
Amphoe Tha Pla war ursprünglich Teil der Provinz Nan. Seit 1923 gehört er zur Provinz Uttaradit.
Mit Wirkung vom 14. Februar 2015 wurde der Tambon Tha Faek dem Nachbar-Amphoe Nam Pat zugeordnet, da dieser durch den Sirikit-Stausee von Rest des Amphoe nur noch schwer erreichbar war.

## Sehenswürdigkeiten
- Nationalparks:
  - Nationalpark Lam Nam Nan (Thai: อุทยานแห่งชาติลำน้ำน่าน) – der 624.468 Rai (etwa 999 km²) große Park liegt auch zum Teil im Amphoe Mueang Phrae. Der Königin-Sirikit-Stausee liegt auch im Nationalpark.

## Verwaltung

### Provinzverwaltung
Der Landkreis Tha Pla ist in sieben Tambon („Unterbezirke“ oder „Gemeinden“) eingeteilt, die sich weiter in 76 Muban („Dörfer“) unterteilen.
| Nr. | Name       | Thai   | Muban | Einw. |
| --- | ---------- | ------ | ----- | ----- |
| 01. | Tha Pla    | ท่าปลา  | 12    | 8.574 |
| 02. | Hat La     | หาดล้า  | 09    | 4.696 |
| 03. | Pha Lueat  | ผาเลือด | 13    | 6.748 |
| 04. | Charim     | จริม    | 13    | 8.642 |
| 05. | Nam Man    | น้ำหมัน  | 12    | 7.172 |
| 07. | Nang Phaya | นางพญา | 06    | 2.634 |
| 08. | Ruam Chit  | ร่วมจิต  | 11    | 5.559 |

Nummer 6 gehörte zu dem Tambon Tha Faek, der jetzt zum Amphoe Nam Pat gehört.

### Lokalverwaltung
Es gibt drei Kommunen mit „Kleinstadt“-Status (Thesaban Tambon) im Landkreis:
- Tha Pla (Thai: เทศบาลตำบลท่าปลา) bestehend aus Teilen des Tambon Tha Pla.
- Ruam Chit (Thai: เทศบาลตำบลร่วมจิต) bestehend aus Teilen des Tambon Ruam Chit.
- Charim (Thai: เทศบาลตำบลจริม) bestehend aus dem kompletten Tambon Charim.

Außerdem gibt es sechs „Tambon-Verwaltungsorganisationen“ (องค์การบริหารส่วนตำบล – Tambon Administrative Organizations, TAO)
- Tha Pla (Thai: องค์การบริหารส่วนตำบลท่าปลา) bestehend aus Teilen des Tambon Tha Pla.
- Hat La (Thai: องค์การบริหารส่วนตำบลหาดล้า) bestehend aus dem kompletten Tambon Hat La.
- Pha Lueat (Thai: องค์การบริหารส่วนตำบลผาเลือด) bestehend aus dem kompletten Tambon Pha Lueat.
- Nam Man (Thai: องค์การบริหารส่วนตำบลน้ำหมัน) bestehend aus dem kompletten Tambon Nam Man.
- Nang Phaya (Thai: องค์การบริหารส่วนตำบลนางพญา) bestehend aus dem kompletten Tambon Nang Phaya.
- Ruam Chit (Thai: องค์การบริหารส่วนตำบลร่วมจิต) bestehend aus Teilen des Tambon Ruam Chit.